# Hoja de reclamaciones
Se denomina hoja de reclamaciones, libro de reclamaciones o libro de quejas a un documento a través del cual un consumidor puede hacer constar una queja relativa a un bien o servicio que ha adquirido. De forma más concreta, la hoja de reclamaciones oficial es aquella aprobada por una administración pública en un formato determinado, imponiendo obligaciones a los establecimientos abiertos al público en cuanto a su tenencia y tramitación.
En la reclamación el consumidor puede exponer sus quejas haciendo expresa mención a una reclamación concreta (por ejemplo, devolución del precio de un bien), o simplemente hacer constar lo que considera una infracción. En ese caso, la reclamación remitida a la administración tendría un carácter de denuncia.

## Contexto
En el caso de que exista una reclamación concreta por parte del cliente, la administración puede actuar como mediadora del conflicto entre las dos partes. La administración competente recibe la hoja de reclamación y abre diligencias para comprobar la queja denunciada y puede mediar en el conflicto, incluso remitiendo a las partes implicadas a un procedimiento arbitral. Este procedimiento arbitral, de ser aceptado por las partes, sería sustitutivo de la jurisdicción ordinaria, que en cualquier otro caso quedaría siempre a disposición del consumidor.
En el ámbito empresarial, también pueden acontecer conflictos entre consumidores y empresarios, siendo el tipo de reclamaciones muy diverso.
Las más frecuentes, relacionadas con la calidad del producto, suelen ser por estar en mal estado, no cumplir con el estándar prometido, no ser lo esperado u otras razones. También pueden haber reclamaciones sobre el servicio, debido a retrasos o incumplimiento de fechas, no ser suficientemente satisfactorio o no cumplir con lo pactado en el contrato, entre otras. En relación con el precio, los motivos por los cuales se suele reclamar se deben a errores en la aplicación del precio en el pedido o la factura, la inclusión del I.V.A. no previsto por el cliente, encontrar el producto a otro precio por parte de otro proveedor o una mala interpretación del cliente. Respecto a las reclamaciones técnicas, pueden versar sobre un mal funcionamiento general o de una parte en especial, demasiadas averías o un excesivo tiempo dedicado al mantenimiento. Por otro lado, las reclamaciones sobre la atención del personal se suelen producir porque el cliente no se siente adecuadamente atendido.
En caso de que un consumidor presente una queja o reclamación en la Oficina municipal de información al consumidor, éste debe recibir información sobre sus derechos.

## Sectores con Hojas de reclamación propias:[2]
En España, no solo existen las vías tradicionales, en algunos sectores concretos existen otras vías administrativas donde reclamar. Estos son los sectores que disponen de alguna otra vía Administrativa competente para gestionar las reclamaciones:
- Reclamación de Seguros.
- Reclamación al Transporte.
- Reclamar Servicios bancarios.
- Reclamaciones por Telefonía e Internet.